# RIS (Dateiformat)
RIS (Research Information System Format) ist ein standardisiertes Dateiformat für die Literaturverwaltung und den Export bibliographischer Daten. Das Format ist so aufgebaut, dass nach bestimmten vordefinierten Feldnamen (Tags) aus zwei Buchstaben die entsprechende Information folgt.

## Beispiel
Beispiel für „Albert Einstein: Die Grundlage der allgemeinen Relativitätstheorie. In: Annalen der Physik, 49/1916, S. 769–822“
```
TY  - JOUR
TI  - Die Grundlage der allgemeinen Relativitätstheorie
AU  - Einstein, Albert
PY  - 1916
SP  - 769
EP  - 822
JO  - Annalen der Physik
VL  - 49
ER  -

```

## Beispiel-Tags
Nachfolgend finden sich die zentralen RIS-Tags. Die Bedeutung der Tags unterscheidet sich zum Teil nach Dokumententyp, z. B. wird AU beim Typ „Edited Book“ für „Editor“ verwendet. Für manche Dokumententypen sind weitere Tags definiert.
Der Tag TY muss zu Beginn und der Tag ER muss zwingend am Ende des Datensatzes erscheinen. Die Reihenfolge der übrigen Tags ist beliebig.
| Tag | englisch                                                       | deutsch                                      |
| --- | -------------------------------------------------------------- | -------------------------------------------- |
| TY  | Type of reference (must be the first tag)                      | Typ der Referenz (z. B. JOUR = Zeitschrift)  |
| ID  | Reference ID (imported by some reference software)             |                                              |
| T1  | Primary title                                                  | Haupttitel                                   |
| TI  | Book title                                                     | Buchtitel                                    |
| CT  | Title of unpublished reference                                 |                                              |
| A1  | Primary author                                                 | Hauptautor                                   |
| A2  | Secondary author (each name on separate line)                  | Nebenautor                                   |
| AU  | Author (syntax. Last name, First name, Suffix)                 | Autor                                        |
| A4  | Translator (syntax. Last name, First name, Suffix)             | Übersetzer                                   |
| Y1  | Primary date                                                   |                                              |
| PY  | Publication year (YYYY/MM/DD)                                  | Datum der Veröffentlichung                   |
| N1  | Notes                                                          | Anmerkungen                                  |
| KW  | Keywords (each keyword must be on separate line preceded KW -) |                                              |
| RP  | Reprint status (IN FILE, NOT IN FILE, ON REQUEST (MM/DD/YY))   |                                              |
| SP  | Start page number                                              |                                              |
| EP  | Ending page number                                             |                                              |
| JF  | Periodical full name                                           |                                              |
| JO  | Periodical standard abbreviation                               |                                              |
| JA  | Periodical in which article was published                      |                                              |
| J1  | Periodical name - User abbreviation 1                          |                                              |
| J2  | Periodical name - User abbreviation 2                          |                                              |
| VL  | Volume number                                                  | Band Nummer                                  |
| IS  | Issue number                                                   |                                              |
| T2  | Title secondary                                                |                                              |
| CY  | City of Publication                                            | Ort der Publikation                          |
| PB  | Publisher                                                      | Verlag                                       |
| T3  | Title series                                                   |                                              |
| N2  | Abstract                                                       |                                              |
| SN  | ISSN/ISBN                                                      |                                              |
| AV  | Availability                                                   |                                              |
| M1  | Misc. 1                                                        |                                              |
| M3  | Misc. 3                                                        |                                              |
| AD  | Address                                                        |                                              |
| UR  | Web/URL                                                        | URL zur Publikation                          |
| L1  | Link to PDF                                                    |                                              |
| L2  | Link to Full-text                                              |                                              |
| L3  | Related records                                                |                                              |
| L4  | Images                                                         |                                              |
| ER  | End of Reference (must be the last tag)                        | Ende der Referenz (muss das letzte Tag sein) |